# Адольф Абель

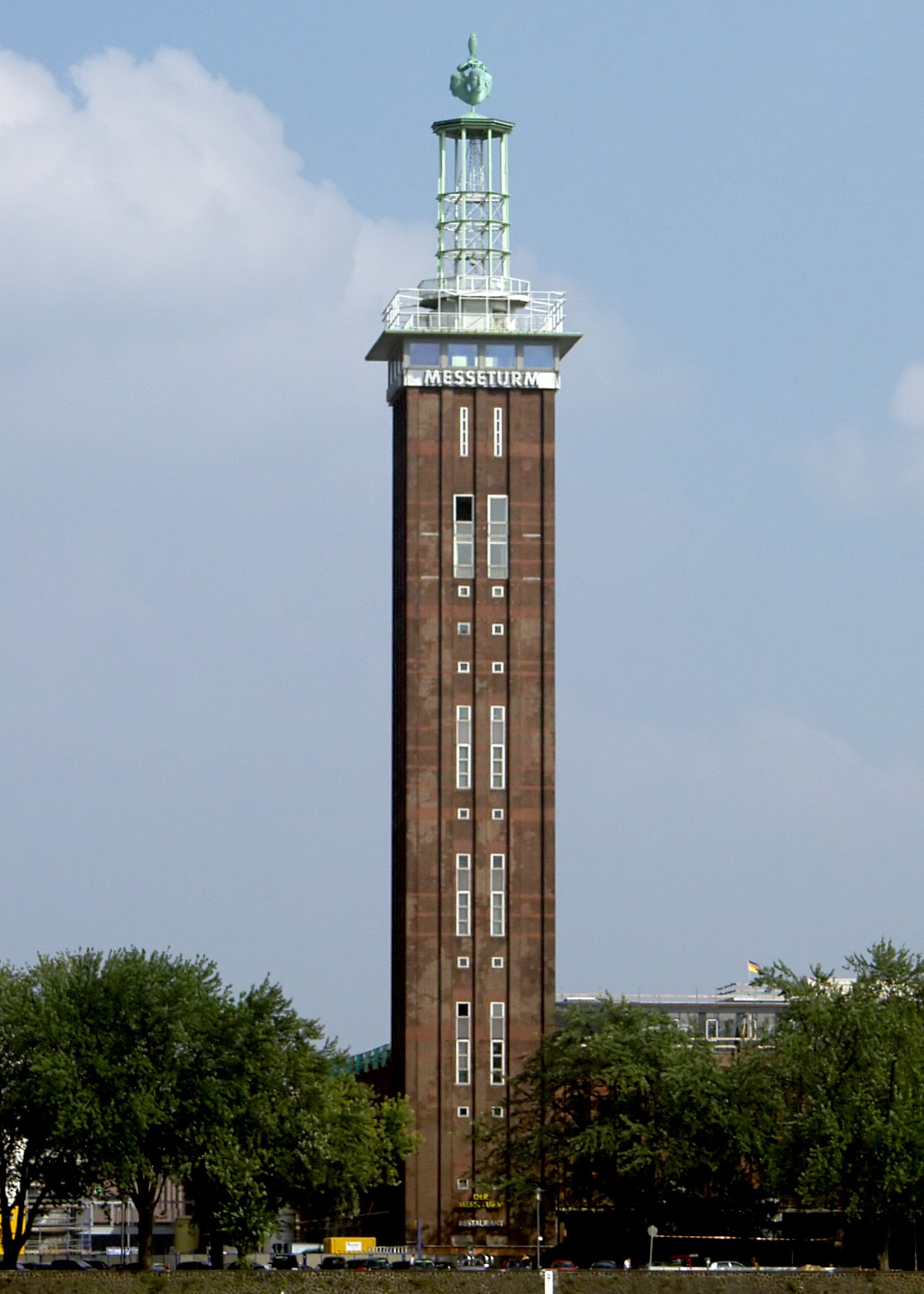
«Messeturm», Кельн

Адо́льф А́бель (нім. Adolf Abel; 27 листопада 1882, Париж — 3 листопада 1968) — німецький архітектор.
У 1902—1904 роках навчався в Штутгартському університеті, у 1904—1905 роках — у Дрезденській академії мистецтв. 
Пізніше працював в Італії. 